# Siffrein de Carpentras
Siffrein de Carpentras est un religieux d'origine italienne, né à Albano, en Campanie (Italie), et décédé à Venasque, un 27 novembre 570. Il est évêque de Carpentras. Il est appelé aussi Siffret (village de Saint-Siffret, Gard).

## Biographie
Siffrein de Carpentras tient son appellation de la ville dont il a été évêque, Carpentras. Il en est devenu le saint patron, fêté le 27 novembre, date de sa dormition. Il entre en religion en accompagnant son père, Ergastulus, qui devient moine à l'abbaye de Lérins.

## Son culte
Ergastulus (son père) fut inspiré de se consacrer à Dieu, avec l’accord de son épouse, et entra avec son fils unique, âgé d’environ dix ans, au monastère de Lérins vers l'année 490 sous l’abbatiat de saint Césaire. Là, Siffrein brilla par ses vertus, alors Dieu le gratifia du charisme d’exorciste : les habitants du Fréjurès envoyaient les énergumènes sur l’île, où Siffrein les libéraient du démon en récitant un Pater. Son père eut la consolation de voir son fils si proche de Dieu qu'il put mourir en toute quiétude entre ses bras le 26 août 520. Siffrein bientôt nommé infirmier, guérissait désormais les frères malades seulement en les visitant.
Siffrein fut nommé ensuite Maître des novices et eut à former notamment saint Quinide.
Cette réputation de sainteté amena le clergé et le peuple venaissin, qui venait de perdre son évêque Castissimus, à le demander pour évêque à saint Césaire, devenu métropolitain d’Arles.
Césaire envoya alors la délégation au Père-Abbé de Lérins, devant qui saint Siffrein refusa une telle charge. Mais les délégués furent tellement conquis que le Père-Abbé obligea Siffrein par l’obéissance. Sur quoi Siffrein se rendit à Arles où saint Césaire l’ordonna prêtre et évêque de Venasque vers 530.